# 朝請大夫
朝請大夫是中國古代的文散官職。
隋初開皇六年初置奉朝請，煬帝時，廢奉朝請，改設朝請大夫、朝請郎，隸屬禮部的文散官。唐、宋時沿置朝散大夫（從五品）、朝請郎，仍屬文散官。淳熙十三年（1186年）春，陸游曾任朝請大夫、權知嚴州（今浙江建德县），其父陆宰亦曾官朝请大夫。元朝廢朝請郎，仍保留朝請大夫，明朝時仍置此職。清朝時廢除朝請大夫。